# Kajang-Sungai Chua
Kajang-Sungai Chua – miasto w Malezji, w stanie Selangor. Według danych szacunkowych na 2007 rok liczy 386 248 mieszkańców. Ośrodek przemysłowy.